# Pedra de Aspa
A Pedra de Aspa (em sueco:  Aspastenen; designação oficial Sö Fv1948; 289 Aspa bro) é uma pedra rúnica com texto em caracteres rúnicos, datada para cerca de 1010-1050 – durante a Era Viquingue, e atualmente colocada na pequena localidade de Aspa, na Södermanland,  a 20 km da cidade de Nyköping.
Contém a primeira ocorrência conhecida do termo Svitjod (suiþiuþu) – uma das primeiras designações do embrião do Reino da Suécia.

## Texto

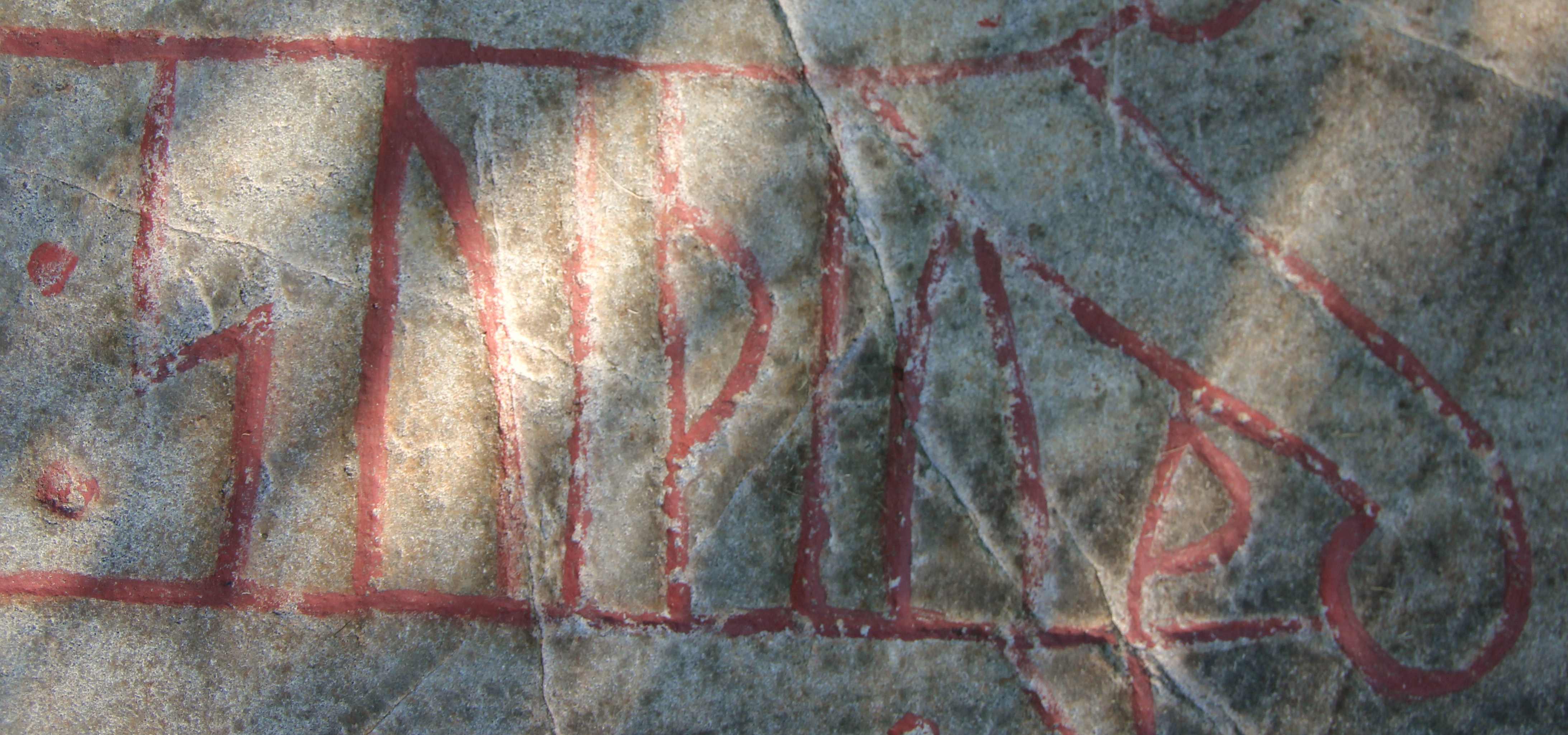
A palavra "Svitjod" na Pedra de Aspa

| Transliteração | ostriþ : lit : -ira : ku(m)... ...usi ÷ at : anunt ÷ auk : raknualt : sun : sin ÷: urþu : ta...R : - (t)an...-...(k)u : ua-u : rikiR : o rauniki : ak : snialastiR : i : suiþiuþu |
| Tradução       | Astrid mandou levantar esta pedra em memória de Anund e Ragnar, seu filho. Foram mortos na Dinamarca, eram ricos em Rauninga e os mais vigorosos de Svetjod.                      |